# Rohozy
Rohozy – wieś w Polsce, położona w województwie podlaskim, w powiecie hajnowskim, w gminie Narew.
W latach 1975–1998 Rohozy administracyjnie należały do województwa białostockiego.
Przed 2023 r. miejscowość była częścią wsi Iwanki.
Prawosławni mieszkańcy wsi należą do parafii Podwyższenia Krzyża Pańskiego w Narwi, a wierni kościoła rzymskokatolickiego do parafii pw. Wniebowzięcia Najświętszej Maryi Panny i św. Stanisława Biskupa i Męczennika w Narwi.